# Operación Masacre (película)
Operación Masacre es una película argentina dramática-histórica estrenada el 27 de septiembre de 1973. Fue dirigida por Jorge Cedrón y escrita por Jorge Cedrón y Rodolfo Walsh, según el libro homónimo de Walsh. Está protagonizada por Norma Aleandro y Carlos Carella y coprotagonizada por José María Gutiérrez, Víctor Laplace, Raúl Parini, Ana María Picchio y Walter Vidarte. Contó con la actuación de Julio Troxler, uno de los implicados en el suceso real y Luis Barron. Fue filmada en la clandestinidad durante la dictadura de Alejandro Lanusse en 1972.

## Sinopsis
En 1956, un intento de golpe cívico-militar contra la dictadura autodenominada "Revolución Libertadora" fracasa, y en represalia, en un terreno descampado de José León Suárez (provincia de Buenos Aires), son ilegalmente fusilados varios civiles sospechados de formar parte del alzamiento. Siete lograron sobrevivir y contar la historia.

## Reparto
- Norma Aleandro como Berta Figueroa de Carranza
- Carlos Carella como Nicolás Carranza
- José María Gutiérrez como Norberto Gabino
- Víctor Laplace como Carlos Lizaso
- Raúl Parini como Comisario Rodríguez Moreno
- Ana María Picchio
- Walter Vidarte como Juan Carlos
- Zulema Katz como Florinda
- Julio Troxler como Él mismo
- Blanca Lagrotta - Pilar de Di Chiano
- Luis Barrón
- Miguel Narciso Bruse como Horacio Di Chiano
- Fernando Iglesias como Sereno
- Fernando Labat como comisario Penas
- Carlos Antón
- Jorge de la Riestra como teniente coronel Desiderio A. Fernández Suárez
- Enrique Alonso
- Julio Di Palma como "Gordo" Rodríguez
- Pachi Armas como oficial taquígrafo 1
- Hedy Crilla
- José Arriola
- Luis Barrón
- Leonardo Belin
- Raúl Bobbio
- Sara Bonet
- Rodolfo Brindisi como Detenido
- Oscar Calvo
- Oscar Canoura
- María Cignacco
- Hubert Copello
- Martín Coria como Oficial declaratoria
- Héctor Dangelo
- Samuel Desse
- David Di Napoli
- Óscar Ferreiro como Juan Carlos Torres
- Mario Fogo
- Susana Langan
- Modesto López
- Luis Martínez Rusconi
- Pedro Martínez
- Manuel Mendel
- Rodolfo Morandi
- Edgardo Nervi
- Norberto Pagani
- Rodolfo Relman
- Luis Rondini
- Héctor Sajón
- Enrique Scope
- David Socco
- Guillermo Sosa
- Pepe Sterrantino
- Hugo Álvarez como Francisco Garibotti
- Mario Pinasco

## Producción
Los créditos de la película explicitan que fue filmada en Buenos Aires entre noviembre de 1970 y agosto de 1972. La producción fue realizada en la clandestinidad durante la dictadura cívico-militar autodenominada "Revolución Argentina", durante las presidencias de facto de Roberto Levingston y Alejandro Lanusse.
Actuó Julio Troxler, sobreviviente de la masacre.